# Kevin Korona
Kevin Korona (Núremberg, 28 de junio de 1988) es un deportista alemán que compite en bobsleigh en la modalidad cuádruple.
Ganó dos medallas en el Campeonato Mundial de Bobsleigh, oro en 2015 y bronce en 2017, y  medallas en el Campeonato Europeo de Bobsleigh entre los años 2016 y 2020.

## Palmarés internacional
| Campeonato Mundial | Campeonato Mundial    | Campeonato Mundial | Campeonato Mundial |
| Año                | Lugar                 | Medalla            | Prueba             |
| ------------------ | --------------------- | ------------------ | ------------------ |
| 2015               | Winterberg (Alemania) | Medalla de oro     | Cuádruple          |
| 2017               | Königssee (Alemania)  | Medalla de bronce  | Cuádruple          |
| Campeonato Europeo |                       |                    |                    |
| Año                | Lugar                 | Medalla            | Prueba             |
| 2016               | Sankt Moritz (Suiza)  | Medalla de oro     | Cuádruple          |
| 2017               | Winterberg (Alemania) | Medalla de plata   | Cuádruple          |
| 2020               | Winterberg (Alemania) | Medalla de bronce  | Cuádruple          |